# 基思·李 (美食家)
基思·李（Keith Lee，1996年10月4日—）是一位美国美食评论家和综合格斗選手。

## 综合格鬥生涯
Keith 在2017年開始了他的综合格斗職業選手生涯。戰鬥時的綽號是"Killa"。 Keith在2018年首次參加Bellator MMA賽事,在Bellator 239中以判定擊敗Shawn Bunch。 2021年,他失去了與Bellator MMA的合約,之後開始更加積極地追求社交媒體美食評論,不過截至2023年1月,他仍然計劃以更有限的方式繼續他的綜合格鬥生涯。

## 網紅生涯
Keith作為一名拉斯维加斯的美食評論家在抖音上獲得了知名度。Keith在2020年11月開始使用抖音,主要發布烹飪影片和家庭內容。 他在2021年開始發布餐廳評論。Keith的影片遵循一致的模式,他會描述自己點餐的經歷,並按照1到10的等級對每樣食物進行評分。
截至2024年4月,他的粉絲數量已達到1610萬,他的美食評論影片獲得了超過7.1億個讚。Keith表示,他開始製作抖音影片是為了幫助自己克服在公開場合演講的焦慮。
Keith曾前往亞特蘭大、休士頓和紐約等城市,評論當地餐廳,並優先考慮黑人經營和家庭餐廳。他經常讓家人代替他下外帶訂單,以避免餐廳老闆給予特殊待遇。 
由於他在抖音上的美食評論,Keith被列入2024年《福布斯30位30歲以下精英榜》的食品與飲料類別。

### 幫助Frankensons
2023年1月，Frank Steele的比萨餐廳Frankensons陷入了財務困境。由於缺乏行銷經驗，餐廳的業績慘淡，甚至面臨著無法支付房租的窘境。餐廳員工嘗試聯繫一位評論家，但對方開出了2600美元(約8萬元新臺幣)的高昂行銷費用。無奈之下，他們決定向知名TikTok美食評論家Keith Lee求助，詢問他的行銷報價。出乎意料的是，Keith不僅沒有收取任何費用，還自掏腰包花了86.73美元(約2650元新臺幣)光顧了這家餐廳。
Keith品嚐了餐廳的招牌菜，如檸檬胡椒雞翅和蒜香麵包結，並對它們的美味讚不絕口。
Keith在抖音上發布了一段關於這家餐廳的影片，詳細介紹了餐廳的環境和食物。這個影片迅速爆紅，截至2023年底，已經累積了超過2200萬次的觀看次數和400多萬個讚。
影片發布後，餐廳的生意出現了戲劇性的變化。來自美國各地的食客慕名而來，餐廳的電話響個不停，訂單量暴增。Frank甚至在現場排隊的顧客面前宣布，餐廳不再接外送訂單，因為現場顧客對他們來說太重要了。餐廳老闆Frank表示，僅幾天內賣出的檸檬胡椒雞翅就超過了過去四個月的總和。
Keith的影片不僅為這家餐廳帶來了巨大的經濟利益，也幫助Frank實現了他長達30年的餐廳夢想。

## 個人生活
Keith有三個兄弟姊妹,其中包括他的哥哥凯文·李,也是一名綜合格鬥選手。Lee和他的妻子Ronni育有兩個女兒,Ronni也曾在Lee的TikTok帳號中出現。

## 綜合格鬥記錄
| 戰績分項 |      |     |
| 13 場    | 8 勝 | 5負 |
| 擊倒     | 3    | 0   |
| 降服     | 1    | 1   |
| 判定     | 4    | 4   |

| 结果 | 战绩 | 对手                    | 获胜方式                                | 赛事                               | 日期           | 回合 | 时间 | 地点                                   | 注释 |
| ---- | ---- | ----------------------- | --------------------------------------- | ---------------------------------- | -------------- | ---- | ---- | -------------------------------------- | ---- |
| Win  | 8–5  | Jeremiah Labiano        | Decision (split)                        | Urijah Faber's A1 Combat 5         | 2022年9月3日   | 3    | 5:00 | 美国加利福尼亚州沙加緬度               |      |
| Loss | 7–5  | Jornel Lugo             | Technical Submission (Rear-Naked Choke) | Bellator 265                       | 2021年8月20日  | 1    | 5:00 | 美国南达科他州苏瀑                     |      |
| Loss | 7–4  | Raufeon Stots           | Decision (unanimous)                    | Bellator 253                       | 2020年11月19日 | 3    | 5:00 | 美国康乃狄克州安卡斯維爾               |      |
| Win  | 7–3  | Vinicius Zani           | Decision (unanimous)                    | Bellator 245                       | 2020年9月11日  | 3    | 5:00 | 美国康乃狄克州安卡斯維爾               |      |
| Win  | 6–3  | Shawn Bunch             | Decision (unanimous)                    | Bellator 239                       | 2020年2月21日  | 3    | 5:00 | 美国奧克拉荷馬州Thackerville           |      |
| Win  | 5–3  | Leonardo Alves Carvalho | Submission (rear-naked choke)           | Global Legion FC 13                | 2019年12月13日 | 2    | 2:37 | 美国佛罗里达州米拉馬爾                 |      |
| Win  | 4–3  | Chris Johnson           | Decision (Unanimous)                    | Final Fight Championship 38        | 2019年6月20日  | 3    | 5:00 | 美国内华达州拉斯维加斯                 |      |
| Loss | 3–3  | Jeremy Pacatiw          | Decision (split)                        | Brave CF 14                        | 2018年8月18日  | 3    | 5:00 | 摩納哥丹吉尔                           |      |
| Loss | 3–2  | John Sweeney            | Decision (Split)                        | 864 Fighting Championship: Fight 3 | 2018年3月24日  | 3    | 5:00 | 美国南卡罗来纳州 格林维尔              |      |
| Win  | 3–1  | Shawn Mack              | TKO (punches)                           | KnockOut Promotions 59             | 2017年12月16日 | 1    | 4:09 | 美国密西根州大急流城                   |      |
| Win  | 2–1  | Eric Daigneault         | TKO (Retirement)                        | TKO 40 - Denouement                | 2017年9月8日   | 1    | 5:00 | 加拿大魁北克省 Saint-Roch-de-l'Achigan |      |
| Win  | 1–1  | Alex Slicer             | TKO (elbows and punches)                | TKO 39 - Ultimatum                 | 2017年6月16日  | 2    | 1:24 | 加拿大魁北克省 Saint-Roch-de-l'Achigan |      |
| Loss | 0–1  | Tony Laramie            | Decision (unanimous)                    | TKO 37 - Rivals                    | 2017年1月13日  | 3    | 5:00 | 加拿大 蒙特利尔                        |      |

## 外部連結
- 基思·李的抖音 （页面存档备份，存于）